# Ангидрид
- Ангидриды в неорганической химии — солеобразующие оксиды, проявляющие кислотные свойства (см. Кислотные оксиды).
- Ангидриды в органической химии — соединения, состоящие из двух кислотных остатков (например, карбоновых или фосфиновых кислот), соединённых через атом кислорода. Так, уксусный ангидрид состоит из двух остатков уксусной кислоты {\displaystyle {\ce {CH3COOH}}} и имеет формулу {\displaystyle {\ce {CH3-C(O)-O-C(O)-CH3}}} (см. Ангидриды карбоновых кислот).

Также, ангидридами часто называют производные кислородных кислот, в которых гидроксогруппы замещены атомами другого элемента (с указанием на соответствующий элемент в названии): хлорангидрид уксусной кислоты (ацетилхлорид) {\displaystyle {\ce {CH3COCl}}}, серный ангидрид уксусной кислоты (ацетилсульфид) {\displaystyle {\ce {(CH3CO)2S}}}, хлорангидрид угольной кислоты {\displaystyle {\ce {CCl2O}}}.